# 丸山未那子
丸山 未那子（まるやま みなこ、1988年3月5日 - ）は、日本のダンサー・女優・コリオグラファー。総合芸能学院テアトルアカデミーアーティストユニット「RHYTHM COLLECTION」の二代目リーダーを経てELEVENPLAYとなる。
舞台でも主演・メインキャストを数多く演じ、同時にダンサー・振付師としても活動する。アーティスト、イベント、LIVE等の振付を行い数多くの作品を手掛ける。同時にダンス指導も行っている。オーソドックスなダンスからスタイリッシュなジャズダンス、TAP、ストリートまで得意とする。舞台を中心にダンサーとして、イベントやLIVE、CMに数多く出演中。

## 資格
日本俳優連合アクション部会 公認アクションライセンス 技斗上級

## 振付作品
- 「Christmas Special Live」
- 「ピノキオの大冒険〜もうひとつのピノキオ物語〜」
- Christmas Special Live
- 「Step By Step」
- ダスキンイベント パフォーマンスアクト
- 吉本show喜劇「笑いの城」
- パラマウント100周年記念 オープニングアクト
- R×R 舞台「虹色の輪舞曲」
- 某イベントオープニングアクト
- 「浪川大輔シングルCD「UTAO！」ミュージックビデオ
- グワィニャオン×星光プロジェクト公演 舞台「Aくんメモ」
- PRODUCE UNIT大森そして故林 喜劇「更地7」「更地8」
- 風男塾乱舞2013ツアー・渋谷公会堂ホール
- 「風男塾ニューシングル「男装クラスター」カップリング曲「大航海ボーイ」
- 「ノブナガ・ザ・フール〜乱の胎動〜」
- 「ノブナガ・ザ・フール〜乱の恋人〜」
- 「ノブナガ・ザ・フール〜最後の晩餐〜」
- EAON DREAM GATE Fes2014
- COOL JAPAN SUMMER DANCE SHOWCASE 2015
- ミュージカル「Present」
- RHYTHM COLLECTIONミニリズムアクトライブ「シンプル！」

## 出演歴
舞台
- 2004年 5月 ダンスアクションミュージカル 「刀〜KATANA〜 」巴 役
- 2004年 8月 「ピノキオの大冒険〜もうひとつのピノキオ物語〜」リノア 役
- 2004年 10月「DANCE Live」
- 12月「The Christmas Box〜vol.5 piece〜」
- 2005年 5月 ダンスアクションミュージカル 「刀〜KATANA〜 リメイクver.」雷鳴 役
- 2005年 12月「Christmas Special Live」
- 2006年 5月ダンスアクションミュージカル 「TIME〜2006version〜」 あすか 役
- 2006年 8月「ピノキオの大冒険〜もうひとつのピノキオ物語〜」シャドー 役
- 2006年 12月「Christmas Special Live」
- 2007年 5月/2008年 5月 ダンスアクションミュージカル 「RHYTHM-OUT」[4]
- 2010年 7月 星光プロジェクト公演 舞台「ごめんね、竜馬！」
- 2011年 1月 ミュージカル「toropic」人魚 役
- 2011年 8月 吉本show喜劇「笑いの城」
- 2012年 1月 R×R 舞台「虹色の輪舞曲」ダンサー出演
- 2012年 3月 ホリプロ×グワィニャオン公演 舞台「池田屋・裏 2012」楓役
- 2012年 6月グワィニャオン×星光プロジェクト公演 舞台「Aくんメモ」中村志保 役（準主役）
- 2012年 9月 ミュージカル「走れメロス」ダンサー役/井伏節子 役[5]
- 2012年10月PRODUCE UNIT大森そして故林 喜劇「更地7」 [6]
- 2013年 3月 PRODUCE UNIT大森そして古林　喜劇「更地8」 [7]客演
- 2013年 5月舞台「赤いマイクのあんちくしょう」 アマゾネス組 丸役
- 2013年 森永製菓キョロちゃんミュージカル「キョロちゃんズダンスライブ2013」ステップ役
- 2013年 10月 LIVING ADT「STEINS;GATE」ダンサー出演
- 2013年 12月 「ノブナガ・ザ・フール〜乱の胎動〜」ダンサー出演
- 2014年 1月 舞台 「BASARA 第二章」[8]
- 2014年 4月「ノブナガ・ザ・フール〜乱の恋人〜」ダンサー出演
- 2014年 6月 舞台「青の祓魔師」ダンサー/女頭首　役
- 2014年 7月「ノブナガ・ザ・フール〜最後の晩餐〜」ダンサー出演
- 2014年 11月「THE ALUCARD SHOW」ダンサー出演 [9]
- 2015年 4月 ELEVENPLAY Dance Installation 「MOSAIC Ver.1.5」
- 2015年 7月 手塚治虫原作音楽劇「ファウスト〜最後の聖戦〜」
- 2015年10月 舞台From Chester Copperpot「Tempest」出演 @池袋芸術劇場シアターウエスト
- 2015年10月 舞台「KAGUYA」振付アシスタント @博品館劇場
- 2015年11月 Rhizomatiks Research × ELEVENPLAY 「border」ダンサー出演 @青山スパイラルホール

TV
- 「第56回 輝く！日本レコード大賞！」トリビュートメドレー ダンサー出演
- 2015年5月「ミュージックステーション」星野源「SUN」バックダンサー出演
- 2015年12月「MUSIC STATION SUPER LIVE」星野源「SUN」バックダンサー出演
- 2015年12月「NHK紅白歌合戦」星野源「SUN」椎名林檎「長く短い祭〜ここは天国か地獄か編〜」バックダンサ－出演

CM
- 「KATE」 ダンサー出演

バラエティ
- 「あらびき団」ダンサー出演

映画
- インディペンデントムービー「INFINITY」千佳子 役（第6話 出演）
- 「KIDS=ZERO キッズ＝ゼロ」真山麻衣子 役

ミュージックビデオ
- 星野源MV「SUN」ダンサー出演

その他
- 2006年 8月　Japan Festival in Vietnam 2006　文化交流親善大使として出演
- 2008年 9月　Vietnam Festival in Japan 2008 文化交流親善大使として出演
- 2011年 4月 ダスキンイベント パフォーマンスアクト
- 2011年 12月 パラマウント100周年記念 オープニングアクト
- 2012年 12月 総合格闘技DREAMオープニングアクト
- 2013年 4月 AWESAMパフォーマンスコンテスト チーム桜魁として特別賞受賞
- 2013年 5月 FINAL Legend「火の川」MKMDCナンバー
- 2013年 5月 NHK歌謡ショー「有り難や節」バックダンサー
- 2015年10月 東京モーターショー2015 SUBARUブース TAPダンサー出演 @東京ビッグサイト
- 2015年10月 MAAKIIIバックダンサー @大阪なんばHach
- 2016年1〜3月 星野源アリーナツアーバックアップダンサー「Yellow Voyage2016」

### RHYTHM COLLECTIONとして出演
舞台
- 2008年　文化庁主催「H20年度　本物の舞台芸術体験事業」　東京・茨城・山梨
- 2009年　文化庁主催「H21年度　本物の舞台芸術体験事業」　京都・新潟・富山
- 2010年　文化庁主催「H22年度　子どものための優れた舞台芸術体験事業」　京都・福井・富山・新潟
- 2010年 8月　「Rookie’s Live」
- 2010年11月　千代田区立和泉小学校公演
- 2011年　文化庁主催「H23年度　次代を担う子どもの舞台芸術体験事業」　福島・埼玉・栃木・群馬
- 2011年 8月　「Rookie’s Live2」
- 2012年10月　千葉県佐倉市立井野中学校公演
- 2012年 8月　「Rookie’s Live3」
- 2014年 12月 ミュージカル「Present」

イベント
- 2006年 8月　Japan Festival in Vietnam 2006　文化交流親善大使として出演
- 2008年 9月　Vietnam Festival in Japan 2008 文化交流親善大使として出演
- 2009年 8月　Japan Festival in Vietnam 2009　文化交流親善大使として出演
- 2009年 9月　Vietnam Festival in Japan 2009 文化交流親善大使として出演
- 2011年 4月　イベントJAPAN2011・ダスキンアクティブコレクションパフォーマンス
- 2011年 5月　後藤冬樹主宰『チャリティーライヴ子守唄プロジェクト』
- 2011年10月　パラマウントジャパンホームエンターテインメント100周年記念オープニングアクト
- 2013年 8月　風男塾乱舞2013ツアー・渋谷公会堂ホールパフォーマンス
- 2014年 3月　JAPAN ACTION AWARDS 2014授賞式　技斗演武
- 2014年 8月　COOL JAPAN SUMMER DANCE SHOWCASE ゲスト出演